# 龍泉井廟
22°59′17″N 120°12′51″E / 22.987954°N 120.214150°E
龍泉井廟位於臺灣臺南市東區，原是主祀福德正神，現已改為供奉清水祖師。該廟何時更改主神的確切時間與理由已不可考，但《臺灣地名辭書卷廿一：臺南市》提到在二次大戰結束後初期應該仍是以福德正神為主神。又根據《臺南州祠廟名鑑》的記載，龍泉井廟在日治時期便同時供奉福德正神（福德爺）與清水祖師（祖師公），但以福德正神為主神。
廟名來自廟旁曾有的「龍泉井」，廟前街道也因此稱作「龍泉井街」。龍泉井街西接「祝三多街」，東接「聖公廟街」，現為東門路的一部分。

## 沿革

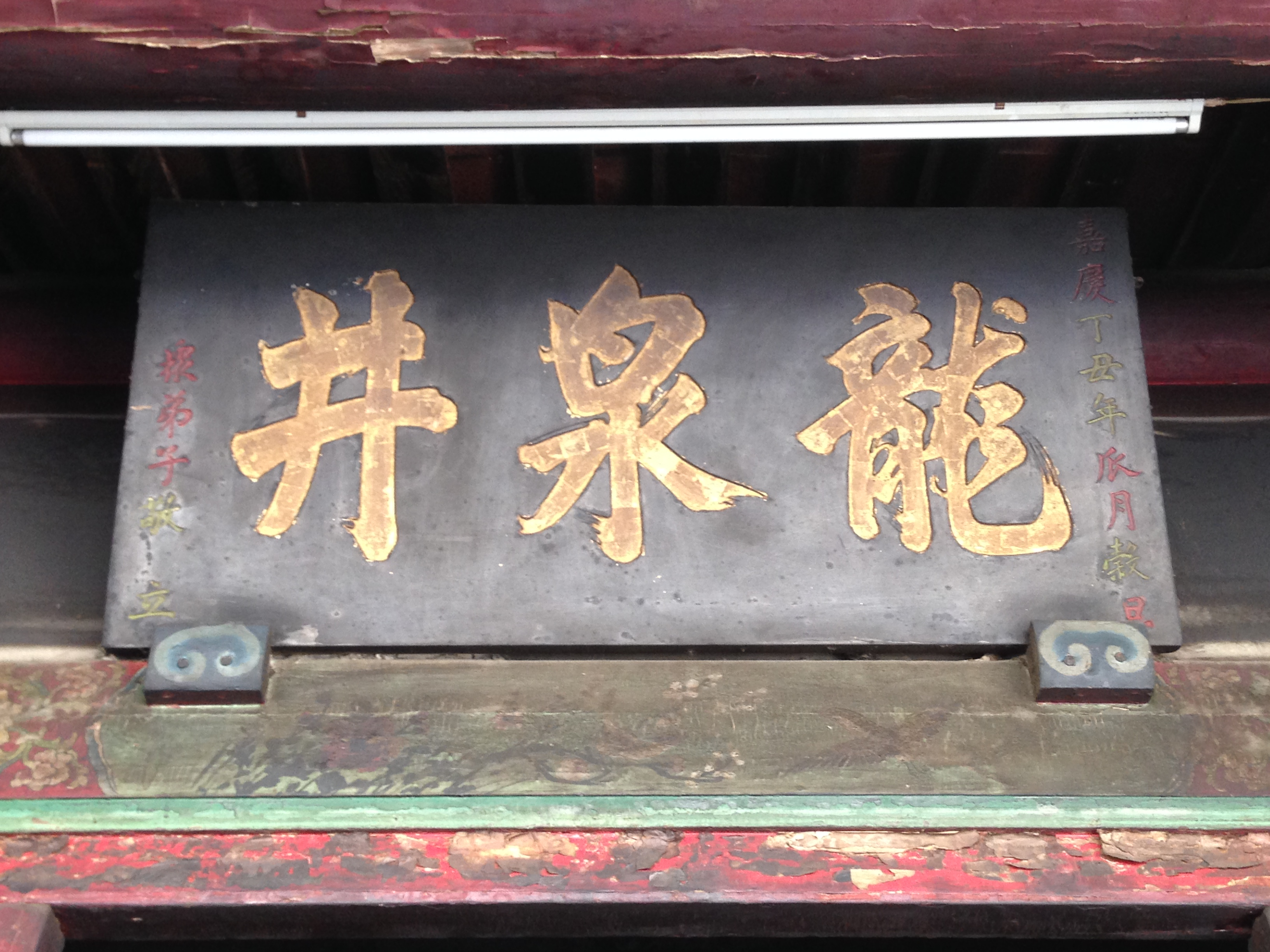
龍泉井廟匾額

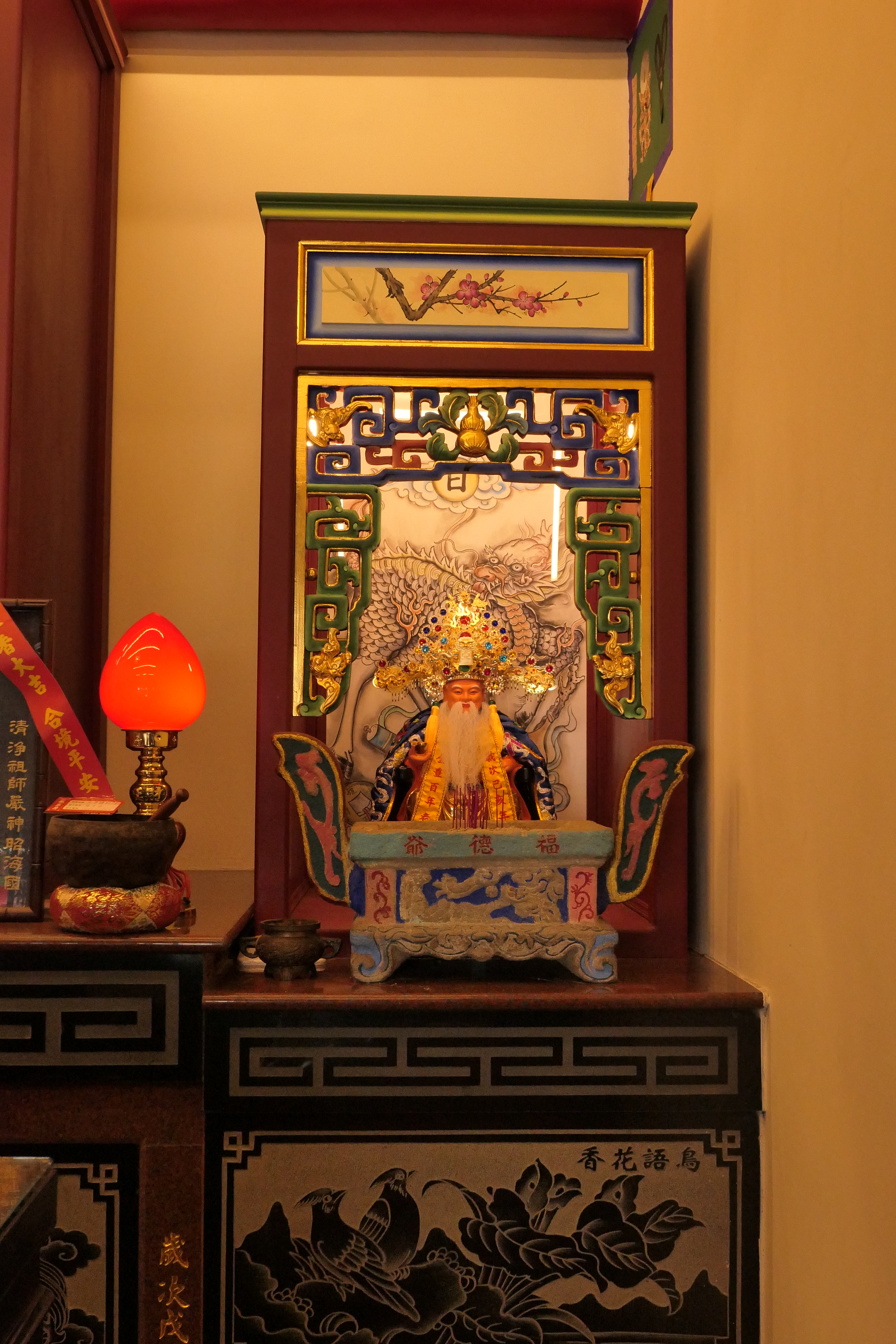
龍泉井廟福德爺

龍泉井廟的創建年代，有一說是在乾隆年間或更早以前，一說是嘉慶廿二年（1817年）由董事林有華倡建。《臺南州祠廟名鑑》則寫說是在嘉慶初期創建，但能確定年代的事只有嘉慶廿二年（1817年）董事林有華集資修廟一事。廟內原本主祀福德正神，是府城聯境八協境的三大土地廟之一。
日昭和五年（1930年）市區改正時遭到拆除，次年（1931年）由黃欣、黃溪泉、周大朝、林樹、陳振福等地方仕紳發起募捐，於現址重建。二次大戰後曾小修一次。
該廟並未有管理委員會組織，從日治時代開始就由廟旁的林家管理，從林樹到其孫輩林淑琪、林復成已傳了三代。林家於廟旁經營麵攤，老宅緊鄰龍泉井廟，側門直通廟宇大廳。民國106年（2017年），因龍泉井廟年久失修，有屋頂漏水、牆壁斑駁脫落的現象，再加上據說清水祖師託夢指示，故發起重修募資。廟宇整修期間，該廟古匾暫時收下另外保管。民國108年（2019年）整修完成，於廟宇右側牆上立有〈龍泉井祖師公廟重修碑記〉。

## 龍泉井街
龍泉井街在龍泉井廟前，為東西走向，長約50公尺。根據日治初期的記錄，當地住有51戶，152人。過去在南邊曾有「固園」，是臺南名人黃欣與黃溪泉的故居，也是文人雅士聚會場所，後來黃家因故將固園賣掉，改建為公寓住宅。

## 其他
龍泉井廟內原本有尊歷史悠久的軟身清水祖師神像，卻遭人竊走，後來該廟信徒為避免類似情況發生，遂裝上鐵門柵欄並上鎖。

## 圖片

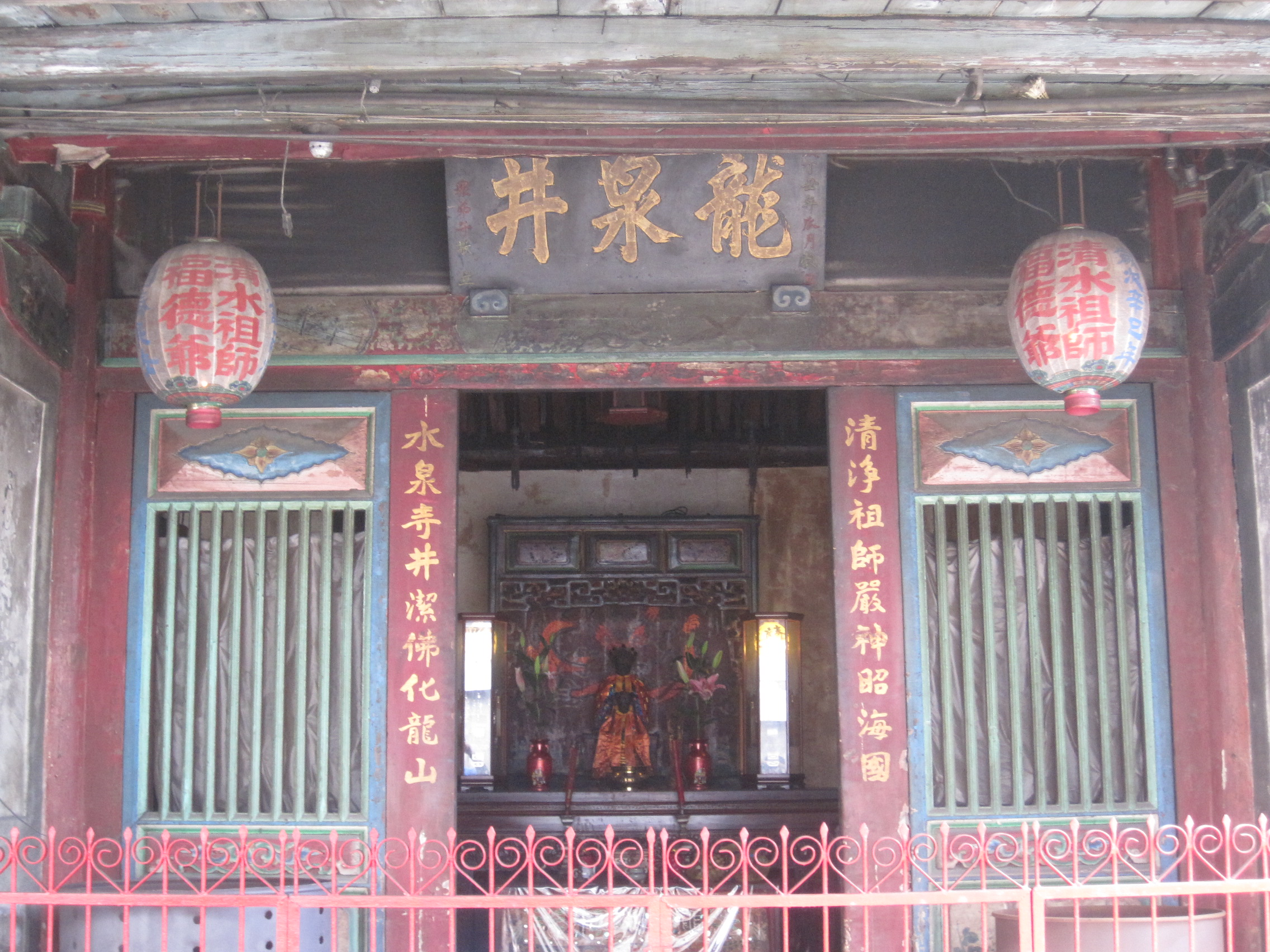
整修前的龍泉井廟
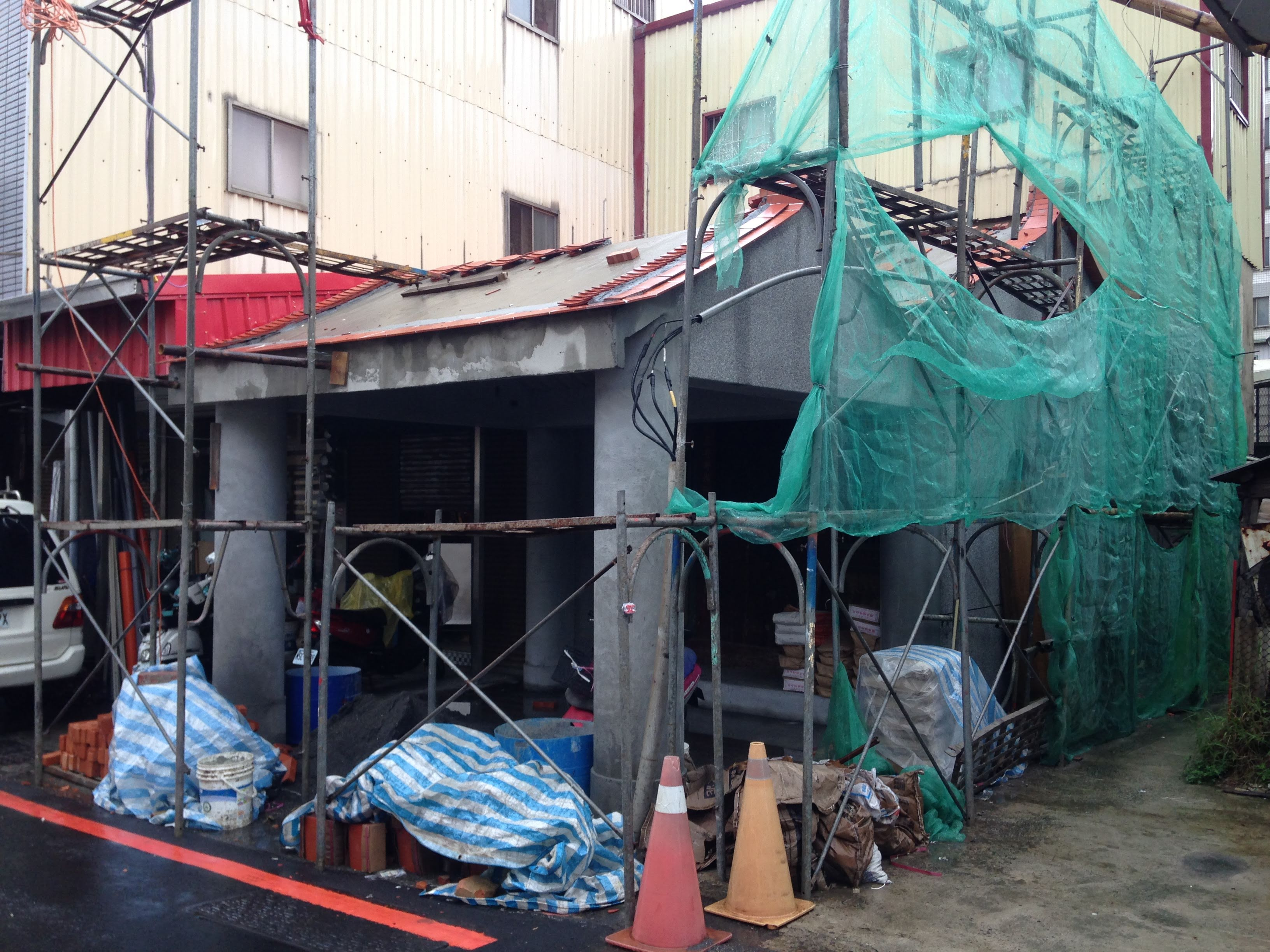
重修中的龍泉井廟
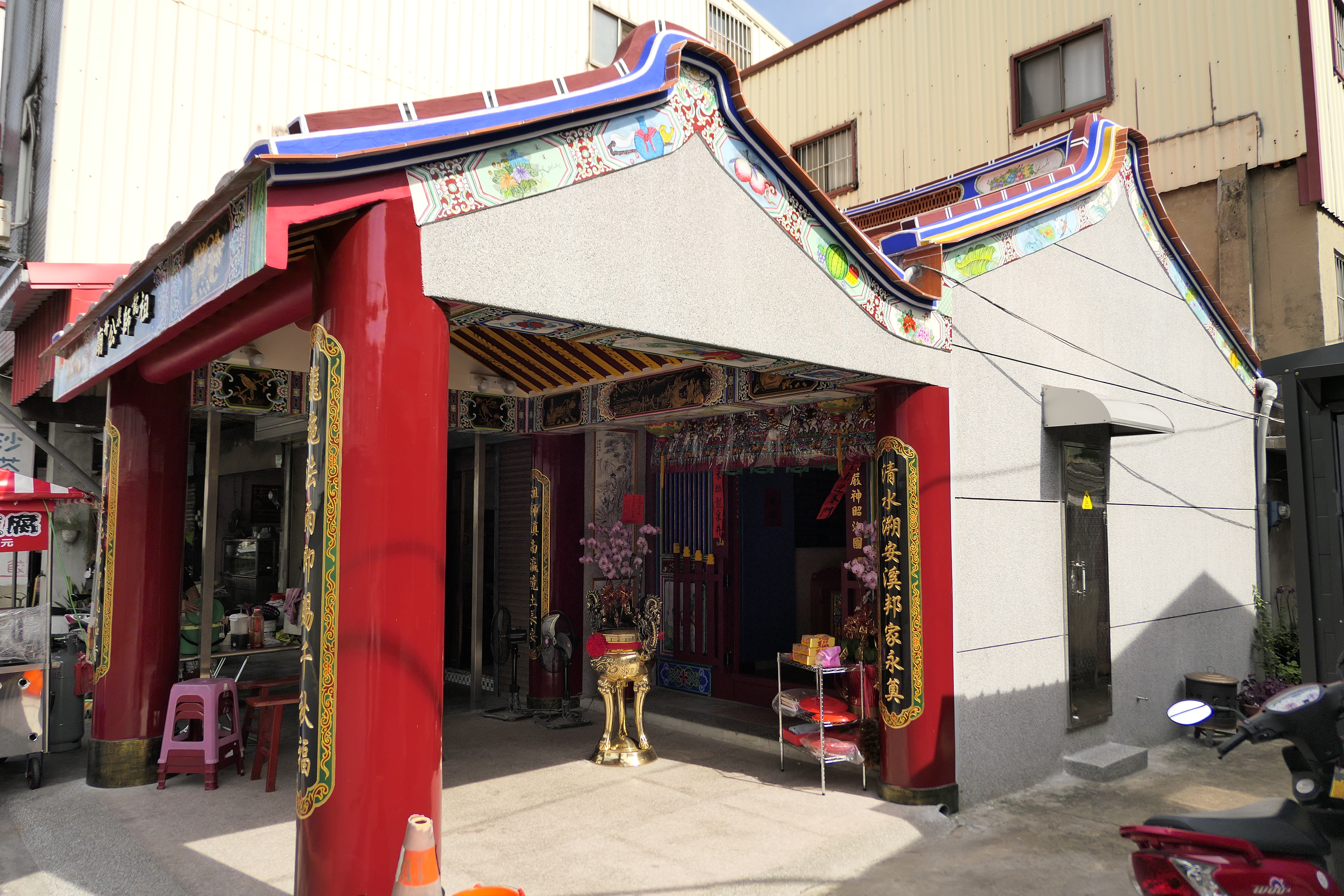
重修後的龍泉井廟
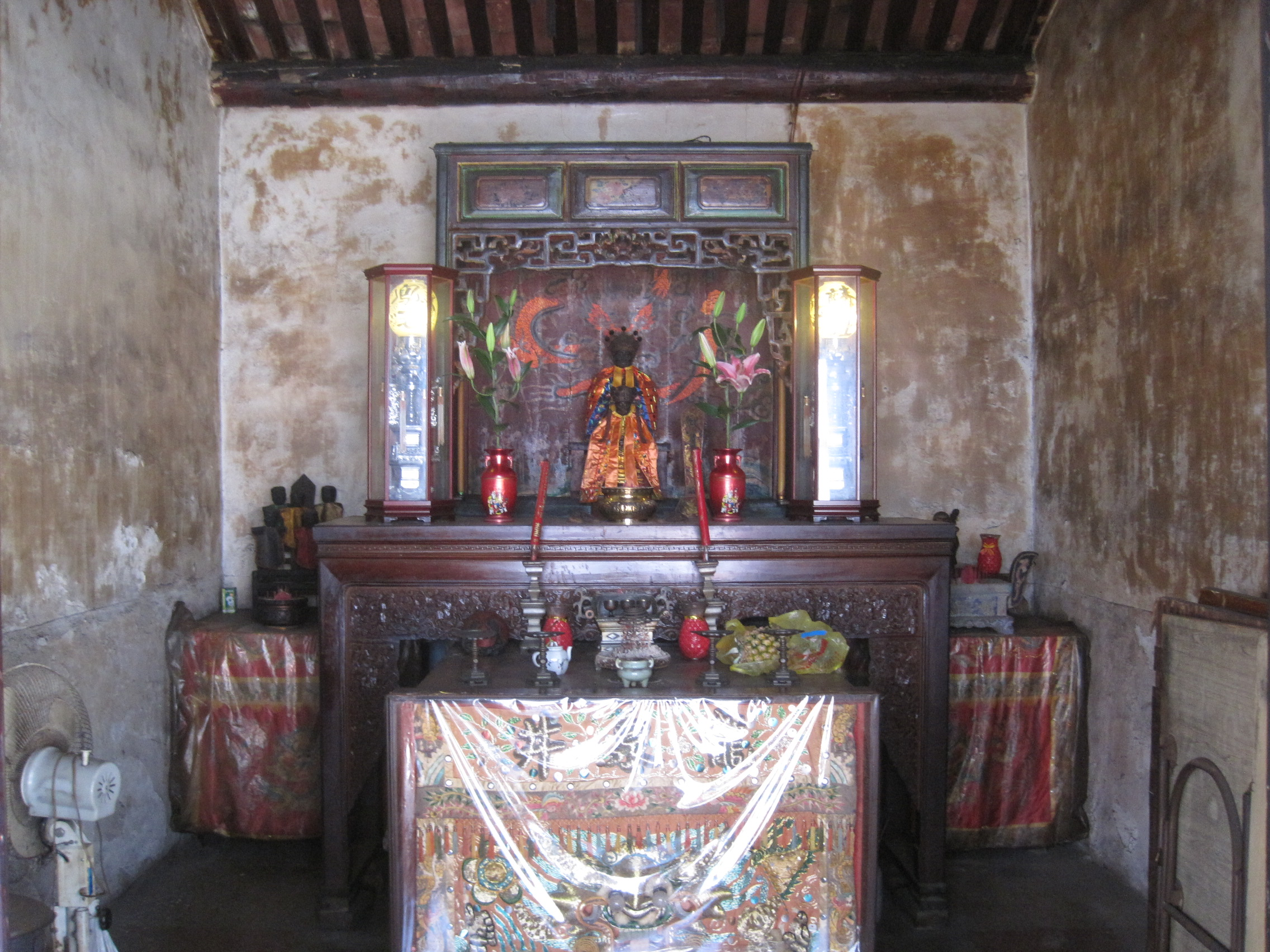
整修前的內部
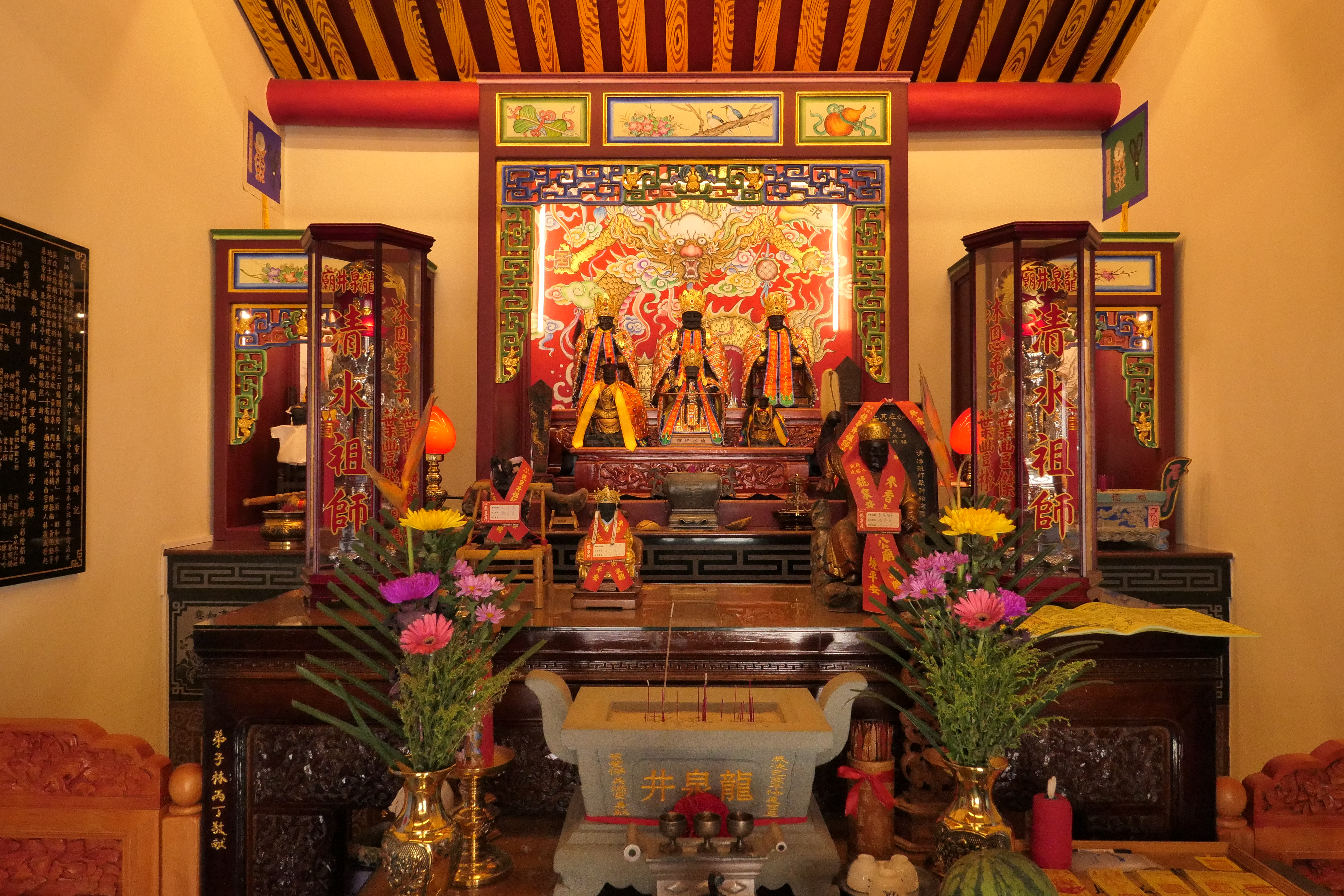
整修後的內部